# European Universities Games 2014
Die European Universities Games 2014 (EUSA-Games 2014) sind eine europäische Multisportveranstaltung für Studenten und nach Córdoba in Spanien die zweite Auflage der Spiele. Austragungsort der Spiele ist vom 22. Juli bis zum 8. August Rotterdam in den Niederlanden. Rotterdam hatte sich im Bieterverfahren gegen Breslau durchgesetzt und erhielt im November 2011 in Córdoba den Zuschlag für die Ausrichtung der Spiele von der European University Sports Association, dem Dachverband der Spiele. Die Spiele sind nach eigenen Angaben die größte europäische Multisportveranstaltung für Studenten.

## Sportarten
- Badminton (6 Disziplinen)
- Basketball (2 Disziplinen)
- Beachvolleyball (2 Disziplinen)
- Fußball (2 Disziplinen)
- Futsal (2 Disziplinen)
- Handball (2 Disziplinen)
- Rudern (19 Disziplinen)
- Rugby 7s (2 Disziplinen)
- Tischtennis (6 Disziplinen)
- Tennis (2 Disziplinen)
- Volleyball (2 Disziplinen)

Rudern und Rugby 7s sind optionale Sportarten im Programm der EUSA-Games 2014.